# Adolf II van der Mark (graaf)
Adolf II van der Mark (overleden in 1347) was van 1328 tot aan zijn dood graaf van Mark. Hij behoorde tot het huis Van der Mark.

## Levensloop
Adolf II was de oudste zoon van graaf Engelbert II van der Mark uit diens huwelijk met Mathilde, dochter van graaf Johan van Arenberg.
In 1328 volgde hij zijn vader op als graaf van Mark en als voogd van het Sticht Essen, twee functies die hij uitoefende tot aan zijn dood in 1347.
Hij was de vader van Adolf III van der Mark, die later graaf van Kleef zou worden. Ook mag Adolf II niet verward worden met zijn gelijknamige oom Adolf II, die bisschop van Luik was.

## Huwelijken en nakomelingen
Adolf II was tweemaal gehuwd. Zijn eerste echtgenote Irmgard (overleden in 1362) was een dochter van graaf Otto van Kleef, maar het huwelijk werd in 1324 ontbonden. Zijn tweede echtgenote Margaretha van Kleef (overleden na 1348) was een dochter van graaf Diederik IX van Kleef, Otto's halfbroer. Zij kregen volgende kinderen:
- Engelbert III (1333-1391), graaf van Mark
- Margaretha (overleden in 1409), huwde in 1357 met graaf Johan I van Nassau-Siegen
- Machteld (overleden na 1390), huwde in 1371 met Everhard II van Isenburg, graaf van Grenzau
- Adolf III (overleden in 1394), bisschop van Münster, aartsbisschop van Keulen, graaf van Kleef en graaf van Mark
- Diederik I (overleden in 1406), heer van Dinslaken
- Elisabeth, huwde met Gumprecht van Heppendorf